# Мокус
Мокус (Moccus) је келтско божанство, вероватно повезано са ловом, а пошто је његово име значило свиња или вепар на старом галском језику, у стручној литератури се описује као бог свиња. На једној скулптури из преримског доба је приказан са вепром на прсима. У римско доба био је само епитет бога Меркура (Mercur Moccus).